# Hermosillo (Baja California)

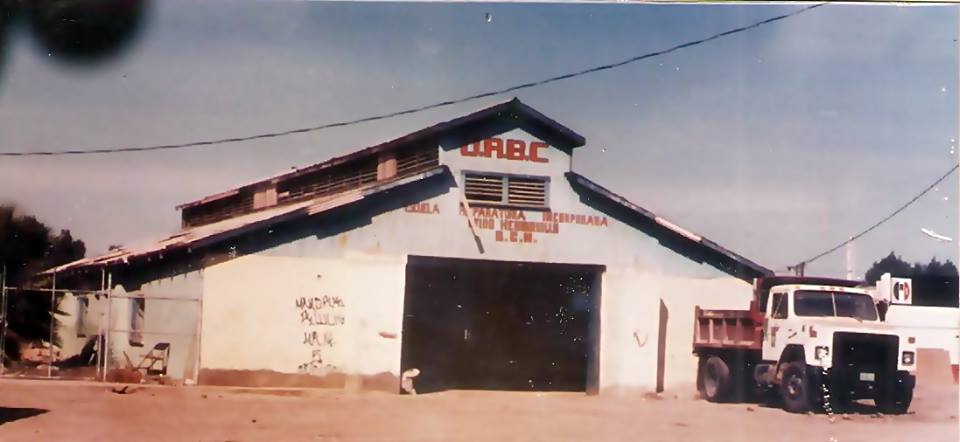
Ejido Hermosillo extensión UABC 1971

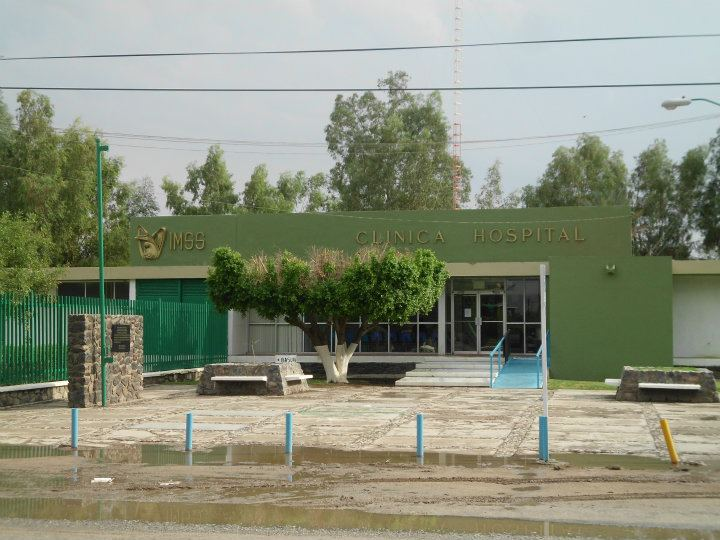
Clínica del IMSS fundada por el presidente Adolfo López Mateos desde el 20 de febrero de 1964

El ejido Hermosillo, es una localidad mexicana del valle de Mexicali, en el municipio de Mexicali, Baja California. Es una de las localidades más importantes del valle de Mexicali, tanto por su población que ascendía a 5,101 habitantes en 2010, como por ser cabecera de la delegación municipal del mismo nombre.
Se encuentra ubicada casi al extremo este del valle, muy cerca de la ciudad de San Luis Río Colorado, Sonora, en las coordenadas 32°30′37″ de latitud norte y 114°55′23″ de longitud oeste.
Tiene como vías de comunicación a la carretera federal n.º 2 que conecta al norte con su calle principal y dos caminos vecinales, el primero de los cuales sale hacia el sur y luego vira hacia el este con rumbo al ejido: Mezquital y otro hacia el oeste que comunica con el ejido: Chiapas n.º 1